# Randalstown
Randalstown (irl. Baile Raghnail) – miasto w Wielkiej Brytanii (Irlandia Północna; w Hrabstwie Antrim). Według danych szacunkowych na rok 2010 liczy 6 061 mieszkańców.